# Улица Звайгжню (Рига)
Улица Зва́йгжню (латыш. Zvaigžņu iela, в переводе Звёздная) — улица в Латгальском предместье города Риги, в Гризинькалнсе.
Проходит от улицы Таллинас до перекрёстка с улицами Пернавас и Терезес.
Общая длина улицы составляет 499 метров. На всём протяжении имеет асфальтовое покрытие. Движение по улице одностороннее (от улицы Пернавас). Общественный транспорт по улице не курсирует.

## История
Улица впервые упоминается в адресных книгах Риги в 1877 году под названием Звездовая улица, которое, вероятно, происходит от звездообразного перекрёстка у улицы Пернавас. Принципиальных переименований улицы не было.

## Достопримечательности
- Жилые дома № 21, № 22 (1911 г.), № 24 (1912 г.) и № 30 (1912 г.) являются охраняемыми памятниками архитектуры местного значения[4].

## Прилегающие улицы
Улица Звайгжню пересекается со следующими улицами:
- Улица Таллинас
- Улица Лабораторияс
- Улица Алаукста
- Улица Пернавас
- Улица Терезес

## Интересные факты
Улица Звайгжню — место проживания персонажей повести Андриса Колбергса Быть лишним.